# Nicolae Arghirescu
Nicolae Arghirescu (n. 22 martie 1864 - d. 1919) a fost unul dintre generalii Armatei României din Primul Război Mondial. 
A îndeplinit funcția de comandant de divizie în campaniile anilor 1916 și 1917.

## Cariera militară
După absolvirea școlii militare de ofițeri cu gradul de sublocotenent, Nicolae Arghirescu a ocupat diferite poziții în cadrul unităților de infanterie sau în eșaloanele superioare ale armatei, cele mai importante fiind cele de comandant al Regimentului 2 Infanterie sau comandant al Brigăzii 7 Infanterie.
În perioada Primului Război Mondial, îndeplinit funcțiile de comandant al Diviziei 19 Infanterie, în perioada 15 august 1916 - 25 august 1916 și comandant al Diviziei 6 Infanterie, în perioada 27 august 1916 - 4 februarie 1918 distingându-se în cursul Bătăliei de la Mărăști din anul 1917.
A fost decorat cu Ordinul „Mihai Viteazul”, clasa III, pentru modul cum a condus Divizia 6 Infanterie.
„Pentru destoinicia cu care a condus operațiile Diviziei sale în luna iulie 1917.”
Înalt Decret no. 715 din 18 iulie 1917:p. 89
A încetat din viață în anul 1919, fiind înmormântat în Mausoleul de la Mărăști.

## Lucrări
- Campania din 1828 și 1829 dintre Rusia și Turcia (în Europa)  de Căpitanul N. I. Arghirescu, Tipografia Voința Națională, Bucuresci, 1901
- Chestiuni tactice tratate dupe programul analitic al examenului pentru gradul de maior [de] Căpitanul N. I. Arghirescu, Tipogrfia și Fonderia de Litere Thoma Basilescu, Bucuresci, 1896
- Directive pentru școala de ploton, companie, batalion și instrucția de noapte [de] Colonel Arghirescu, Institutul de Arte Grafice Samitca, Craiova, 1915
- Istoria militară la Români (Istoricul armatelor Moldovei pînă la Regulamentul organic), București, 1900
- Lecțiuni de educație morală și militară, București, 1899
- Probleme tactice aplicate pe chartă (marș, staționare, luptă) de Căpitan N. I. Arghirescu, Tipografia Voința Națională, Bucuresci, 1900
- Studiul resbóelor moderne [de] Căpitan N. I. Arghirescu. Volumul I, 1796-1814, Stabilimentele de Arte Grafice Albert Baer, Bucuresci, 1902
- Tactica. Vol. I. Tactica elementară, [de] Maior N. I. Arghirescu, Stabilimentele de Arte Grafice Albert Baer, Bucuresci, 1909
- Tactica. Vol. II. Tactica generală, [de] Maior N. I. Arghirescu, Stabilimentele de Arte Grafice Albert Baer, Bucuresci, 1910[8]

## Decorații
- Ordinul „Mihai Viteazul”, clasa III, 18 iulie 1917[7]:p. 89
- Ordinul „Steaua României”, în grad de ofițer (1912)
- Ordinul „Coroana României”, în grad de ofițer (1911) [1]:p. 432
- Medalia „Bene Merenti” (1913)